# 호앙딘
호앙딘(베트남어: Hoằng Định / 弘定 홍정 / 1600년 11월 ~ 1619년 6월)은 베트남 후 레 왕조(後黎朝) 경종(敬宗) 레 주이 떤(黎維新)의 두번째 연호이다.
- 찐 주 군주(섭정) : 찐뚱(鄭松)
- 응우옌 주 군주 : 응우옌호앙(阮潢) → 응우옌 푹 응우옌(阮福源)
- 버우 주 군주 : 부득꿍(武德恭) → 부꽁득(武公悳)

## 개원
- 턴득(愼德) 원년(1600년) 11월에 연호를 호앙딘(弘定)으로 개원함.[1][2]

- 호앙딘(弘定) 20년(1619년) 6월에 연호를 빈또(永祚)로 개원함.[1][3]

## 연대 대조표
| 호앙딘 | 서기 (西紀) | 간지 (干支) | 막 왕조 연호 (까오방 정권)                            | 응우옌 주 기년  | 명나라 연호     |
| 원년   | 1600년      | 경자 (庚子) | 끼엔통(乾統) 8년                                      | 선주(僊主) 43년 | 만력(萬曆) 28년 |
| 2년    | 1601년      | 신축 (辛丑) | 끼엔통 9년                                            | 선주 44년       | 만력 29년       |
| 3년    | 1602년      | 임인 (壬寅) | 끼엔통 10년                                           | 선주 45년       | 만력 30년       |
| 4년    | 1603년      | 계묘 (癸卯) | 끼엔통 11년                                           | 선주 46년       | 만력 31년       |
| 5년    | 1604년      | 갑진 (甲辰) | 끼엔통 12년                                           | 선주 47년       | 만력 32년       |
| 6년    | 1605년      | 을사 (乙巳) | 끼엔통 13년                                           | 선주 48년       | 만력 33년       |
| 7년    | 1606년      | 병오 (丙午) | 끼엔통 14년                                           | 선주 49년       | 만력 34년       |
| 8년    | 1607년      | 정미 (丁未) | 끼엔통 15년                                           | 선주 50년       | 만력 35년       |
| 9년    | 1608년      | 무신 (戊申) | 끼엔통 16년                                           | 선주 51년       | 만력 36년       |
| 10년   | 1609년      | 기유 (己酉) | 끼엔통 17년                                           | 선주 52년       | 만력 37년       |
| 호앙딘 | 서기 (西紀) | 간지 (干支) | 막 왕조 연호 (까오방 정권)                            | 응우옌 주 기년  | 명나라 연호     |
| 11년   | 1610년      | 경술 (庚戌) | 끼엔통(乾統) 18년                                     | 선주(僊主) 53년 | 만력(萬曆) 38년 |
| 12년   | 1611년      | 신해 (辛亥) | 끼엔통 19년                                           | 선주 54년       | 만력 39년       |
| 13년   | 1612년      | 임자 (壬子) | 끼엔통 20년                                           | 선주 55년       | 만력 40년       |
| 14년   | 1613년      | 계축 (癸丑) | 끼엔통 21년                                           | 선주 56년       | 만력 41년       |
| 15년   | 1614년      | 갑인 (甲寅) | 끼엔통 22년                                           | 불주(佛主) 원년 | 만력 42년       |
| 16년   | 1615년      | 을묘 (乙卯) | 끼엔통 23년                                           | 불주 2년        | 만력 43년       |
| 17년   | 1616년      | 병진 (丙辰) | 끼엔통 24년                                           | 불주 3년        | 만력 44년       |
| 18년   | 1617년      | 정사 (丁巳) | 끼엔통 25년                                           | 불주 4년        | 만력 45년       |
| 19년   | 1618년      | 무오 (戊午) | 《막낀꿍》 끼엔통 26년 《막낀코안》 롱타이(隆泰) 원년 | 불주 5년        | 만력 46년       |
| 20년   | 1619년      | 기미 (己未) | 《막낀꿍》 끼엔통 27년 《막낀코안》 롱타이 2년        | 불주 6년        | 만력 47년       |

## 동시대 연호

### 베트남
막 왕조(莫朝)
- 끼엔통(乾統) (1593년 ~ 1625년)
- 롱타이(隆泰) (1618년 ~ 1625년)

### 중국
명(明)
- 만력(萬曆) (1573년 ~ 1620년)

후금(後金)
- 천명(天命) (1616년 ~ 1626년)

기타
- 이신(李新) 홍무(洪武) (1619년)

### 일본
- 게이초(慶長) (1596년 ~ 1615년)
- 겐나(元和) (1615년 ~ 1624년)

## 같이 보기
- 베트남의 연호